# Roberto Carlos (Musiker)

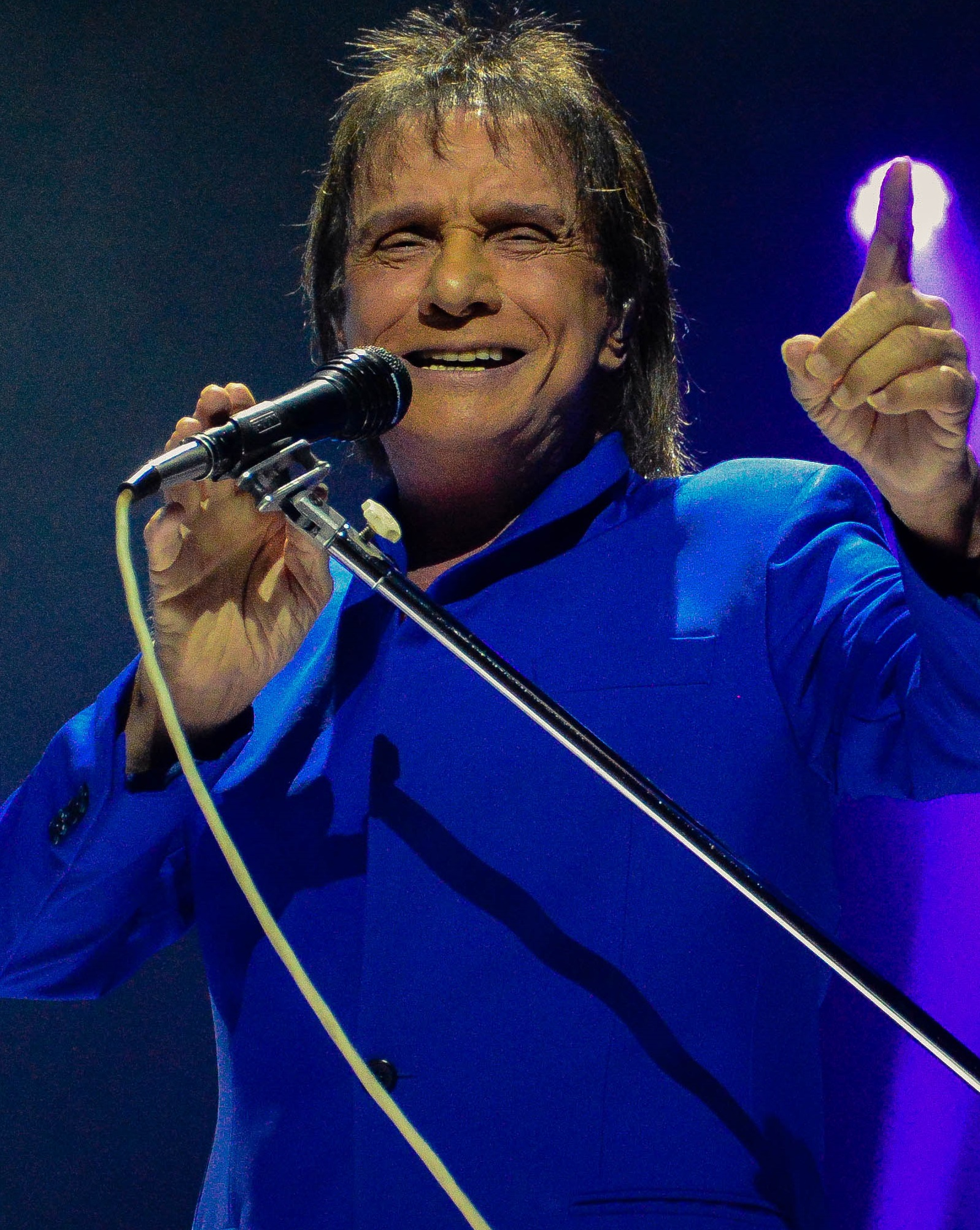
Roberto Carlos, 2018

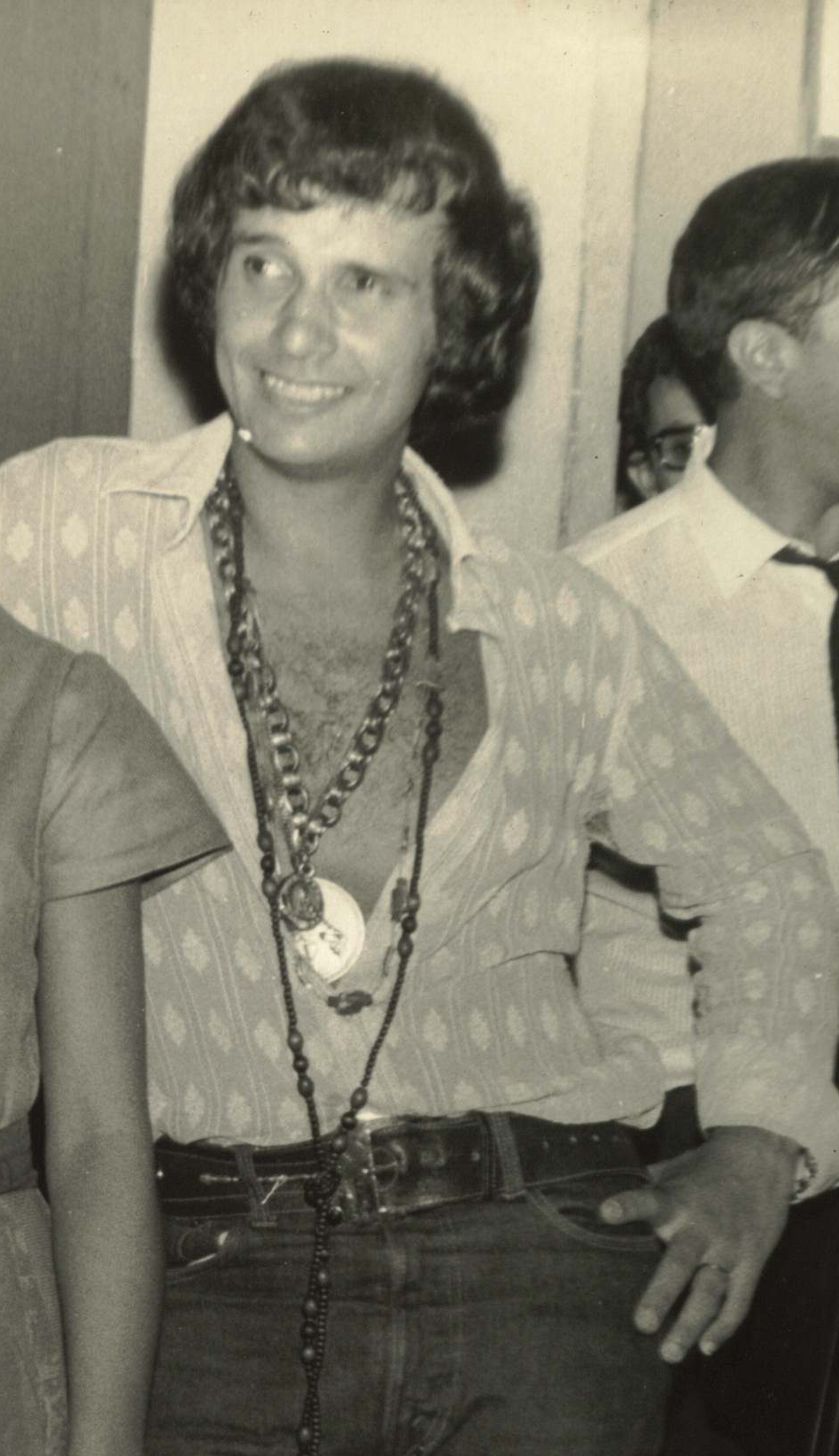
Roberto Carlos in den frühen 1970er-Jahren

Roberto Carlos Braga (* 19. April 1941 in Cachoeiro de Itapemirim, Espírito Santo) ist ein brasilianischer Sänger, der seit über 50 Jahren aktiv ist. 

## Leben
Zu Beginn seiner Karriere war er großer Anhänger von Elvis Presley und machte daher auch rockige Musik. In den 60er Jahren wirkte er in drei Filmen mit, die sich stark an den Beatles-Filmen orientierten. Zu der Zeit war er ein Jugendidol in Brasilien.
1967 nahm er die italienische Version eines seiner 45 U/min-Hits, La donna di un amico mio, auf, mit der er auf dem italienischen Plattenmarkt einen gewissen Bekanntheitsgrad erlangte und im folgenden Jahr eine Einladung zum Sanremo-Festival erhielt. Dort trat er mit der 2. Version des Songs Canzone per te auf, die 1. Version sang Sergio Endrigo an diesem Abend. Das Lied ging als Sieger aus diesem Festival hervor.
Seit den 1970er Jahren singt Roberto Carlos vorwiegend gefühlvolle Liebeslieder. Mit romantischen, einfühlsamen Texten und Melodien hat er sich eine sehr große Anhängerschaft in ganz Lateinamerika, Spanien, Portugal und Italien verschafft. Viele Lieder wurden vom Portugiesischen ins Spanische übersetzt und von Carlos gesungen, weil sich diese im spanischsprachigen Raum besser verkauften.
Mehr als 100 Millionen Tonträger konnte er bisher weltweit verkaufen. Damit ist er der erfolgreichste brasilianische Musiker der Geschichte.
Im brasilianischen Fernsehen ist er regelmäßig Gast. Zeitweise gab er Konzerte vor geladenen Gästen auf dem Kreuzfahrtschiff Costa Fortuna.
Zu seinen bekanntesten Stücken zählen unter anderem Amigo, Detalhes, Café da Manhã, Cama e Mesa, Jesus Cristo, Palavras und Emoções.
1989 erhielt er einen Grammy Award in der Kategorie Beste Latin-Pop-Darbietung. 2007 wurde ein Asteroid nach ihm benannt: (19517) Robertocarlos. Roberto Carlos erhielt 2011 durch den Lateinischen Patriarchen von Jerusalem, Erzbischof Fouad Twal, den päpstlichen Verdienstorden, das Jerusalem-Pilgerkreuz.

## Diskografie

### Studioalben
| Jahr | Titel                                                                         | Höchstplatzierung, Gesamtwochen, AuszeichnungChartplatzierungen (Jahr, Titel, Platzierungen, Wochen, Auszeichnungen, Anmerkungen) | Höchstplatzierung, Gesamtwochen, AuszeichnungChartplatzierungen (Jahr, Titel, Platzierungen, Wochen, Auszeichnungen, Anmerkungen) | Höchstplatzierung, Gesamtwochen, AuszeichnungChartplatzierungen (Jahr, Titel, Platzierungen, Wochen, Auszeichnungen, Anmerkungen) | Anmerkungen                                                 |
| Jahr | Titel                                                                         | BR | PT | Latin | Anmerkungen                                                 |
| ---- | ----------------------------------------------------------------------------- | --- | --- | --- | ----------------------------------------------------------- |
| 1963 | Roberto Carlos auch bekannt als: Splish Splash                                | BR— GoldBR | — | — | Erstveröffentlichung: 13. November 1963 Verkäufe: 100.000   |
| 1964 | É Proibido Fumar                                                              | BR— PlatinBR | — | — | Verkäufe: 250.000                                           |
| 1965 | Canta Para A Juventude                                                        | BR— ×3DreifachplatinBR | — | — | Erstveröffentlichung: April 1965 Verkäufe: 750.000          |
| 1965 | Jovem Guarda                                                                  | BR— DiamantBR | — | — | Verkäufe: 1.000.000                                         |
| 1966 | Roberto Carlos auch bekannt als: Eu Te Darei O Céu                            | BR— ×2DoppelplatinBR | — | — | Erstveröffentlichung: Dezember 1966 Verkäufe: 500.000       |
| 1967 | Em Ritmo de Aventura                                                          | BR— ×3DreifachdiamantBR | — | — | Erstveröffentlichung: November 1967 Verkäufe: 3.000.000     |
| 1968 | O Inimitável                                                                  | BR— DiamantBR | — | — | Erstveröffentlichung: Dezember 1968 Verkäufe: 1.000.000     |
| 1969 | Roberto Carlos auch bekannt als: As Flores Do Jardim De Nossa Casa            | BR— DiamantBR | — | — | Verkäufe: 1.000.000                                         |
| 1970 | Roberto Carlos auch bekannt als: Ana                                          | BR— ×2DoppelplatinBR | — | — | Erstveröffentlichung: Dezember 1970 Verkäufe: 500.000       |
| 1971 | Roberto Carlos auch bekannt als: Detalhes                                     | BR— DiamantBR | — | — | Erstveröffentlichung: Dezember 1971 Verkäufe: 1.000.000     |
| 1972 | Roberto Carlos auch bekannt als: À Janela...                                  | BR— DiamantBR | — | — | Verkäufe: 1.000.000                                         |
| 1973 | Roberto Carlos auch bekannt als: A Cigana                                     | BR— DiamantBR | — | — | Erstveröffentlichung: 12. Dezember 1973 Verkäufe: 1.000.000 |
| 1974 | Roberto Carlos auch bekannt als: Despedida                                    | BR— ×3DreifachplatinBR | — | — | Erstveröffentlichung: Dezember 1974 Verkäufe: 750.000       |
| 1975 | Roberto Carlos auch bekannt als: Quero Que Vá Tudo Pro Inferno                | BR— ×2DoppelplatinBR | — | — | Verkäufe: 500.000                                           |
| 1975 | San Remo 1968                                                                 | BR— PlatinBR | — | — | Verkäufe: 250.000                                           |
| 1976 | Roberto Carlos auch bekannt als: Ilegal, Imoral Ou Engorda                    | BR— ×2DoppeldiamantBR | — | — | Verkäufe: 2.000.000                                         |
| 1977 | Roberto Carlos auch bekannt als: Amigo                                        | BR— DiamantBR | — | — | Erstveröffentlichung: 21. November 1977 Verkäufe: 1.000.000 |
| 1978 | Roberto Carlos auch bekannt als: Fé                                           | BR— DiamantBR | — | — | Verkäufe: 1.000.000                                         |
| 1979 | Roberto Carlos auch bekannt als: La Paz De Tu Sonrisa (Na Paz Do Seu Sorrizo) | BR— ×2DoppeldiamantBR | — | — | Verkäufe: 2.000.000                                         |
| 1980 | Roberto Carlos auch bekannt als: La Guerra De Los Niños                       | BR— DiamantBR | — | — | Verkäufe: 1.000.000                                         |
| 1981 | Amante A La Antigua                                                           | — | — | — | Verkäufe: 100.000 spanischsprachiges Album                  |
| 1981 | Roberto Carlos auch bekannt als: Ele Está Pra Chegar                          | BR— ×12×2Zwölffachdiamant + Doppelplatin (Englische Version)BR                                                                    | — | — | Verkäufe: 12.500.000                                        |
| 1982 | Roberto Carlos auch bekannt als: Amiga                                        | BR— ×2DoppeldiamantBR | — | — | Verkäufe: 2.050.000                                         |
| 1983 | Roberto Carlos auch bekannt als: O Amor É A Moda                              | BR— DiamantBR | — | — | Verkäufe: 1.000.000                                         |
| 1984 | Roberto Carlos auch bekannt als: Coração                                      | BR— ×2DoppeldiamantBR | — | — | Verkäufe: 2.000.000                                         |
| 1985 | Roberto Carlos auch bekannt als: Corazón = Corasao                            | BR— ×2DoppeldiamantBR | — | — | Verkäufe: 2.000.000                                         |
| 1986 | Roberto Carlos auch bekannt als: Verde y Amarillo = Verde E Amarelo           | BR— ×2DoppeldiamantBR | — | — | Verkäufe: 2.030.000                                         |
| 1987 | Roberto Carlos auch bekannt als: Tô Chutando Lata                             | BR— ×2DoppelplatinBR | — | — | Verkäufe: 500.000                                           |
| 1988 | Roberto Carlos auch bekannt als: Telepatia                                    | BR— DiamantBR | — | — | Verkäufe: 1.000.000                                         |
| 1989 | Roberto Carlos auch bekannt als: Sonrie                                       | BR— ×2DoppelplatinBR | — | — | Verkäufe: 500.000                                           |
| 1990 | Roberto Carlos auch bekannt als: Super-Herói                                  | BR— ×2DoppelplatinBR | — | — | Verkäufe: 500.000                                           |
| 1991 | 1992 auch bekannt als: Se Você Quer Roberto Carlos 1991                       | BR— PlatinBR | — | — | Verkäufe: 300.000                                           |
| 1994 | Roberto Carlos auch bekannt als: Alô                                          | BR— DiamantBR | — | — | Verkäufe: 1.000.000                                         |
| 1995 | Roberto Carlos auch bekannt als: Amigo Não Chore Por Ela                      | BR— DiamantBR | — | — | Verkäufe: 1.000.000                                         |
| 1996 | Roberto Carlos auch bekannt als: Mulher De 40                                 | BR— ×3DreifachplatinBR | — | — | Verkäufe: 750.000                                           |
| 1997 | Canciones Que Amo                                                             | BR— ×2DoppelplatinBR | — | — | Verkäufe: 500.000                                           |
| 2000 | Amor sem limite                                                               | BR— DiamantBR | PT9 (6 Wo.)PT | — | Verkäufe: 1.000.000; Charteinstieg PT: 2018                 |
| 2002 | Roberto Carlos auch bekannt als: Seres Humanos                                | BR— ×2DoppelplatinBR | — | — | Verkäufe: 500.000                                           |
| 2003 | Pra sempre                                                                    | BR— ×2DoppelplatinBR | PT1 Gold · (39 Wo.)PT | — | Verkäufe: 520.000                                           |
| 2005 | Roberto Carlos auch bekannt als: Promessa                                     | BR— ×2DoppelplatinBR | PT4 Gold · (20 Wo.)PT | — | Verkäufe: 260.000                                           |
| 2006 | Duetos                                                                        | BR— ×2DoppelplatinBR | PT10 Gold · (13 Wo.)PT | — | Verkäufe: 210.000                                           |
| 2008 | E a musica de Tom Jobim                                                       | BR— PlatinBR | PT3 Gold · (18 Wo.)PT | — | Verkäufe: 110.000; mit Caetano Veloso                       |
| 2015 | Duetos II                                                                     | BR— PlatinBR | PT3 (17 Wo.)PT | — | Erstveröffentlichung: 7. Juli 2015 Verkäufe: 80.000         |
| 2018 | Amor sin límite                                                               | — | PT42 (1 Wo.)PT | — | Erstveröffentlichung: 28. September 2018                    |

grau schraffiert: keine Chartdaten aus diesem Jahr verfügbar

### Livealben
| Jahr | Titel                       | Höchstplatzierung, Gesamtwochen, AuszeichnungChartplatzierungen (Jahr, Titel, Platzierungen, Wochen, Auszeichnungen, Anmerkungen) | Höchstplatzierung, Gesamtwochen, AuszeichnungChartplatzierungen (Jahr, Titel, Platzierungen, Wochen, Auszeichnungen, Anmerkungen) | Höchstplatzierung, Gesamtwochen, AuszeichnungChartplatzierungen (Jahr, Titel, Platzierungen, Wochen, Auszeichnungen, Anmerkungen) | Anmerkungen                                                |
| Jahr | Titel                       | BR | PT | Latin | Anmerkungen                                                |
| ---- | --------------------------- | --- | --- | --- | ---------------------------------------------------------- |
| 2008 | En Vivo                     | — | — | Latin62 (3 Wo.)Latin | Verkäufe: 120.000                                          |
| 2011 | Roberto Carlos em Jerusalém | BR— GoldBR | PT12 (3 Wo.)PT | — | Verkäufe: 40.000                                           |
| 2015 | Roberto Carlos em Las Vegas | BR— GoldBR | PT1 (17 Wo.)PT | — | Erstveröffentlichung: 7. April 2015 Verkäufe: + 40.000     |
| 2015 | Primera fila                | BR— GoldBR | PT22 (9 Wo.)PT | Latin40 (1 Wo.)Latin | Erstveröffentlichung: 30. Oktober 2015 Verkäufe: + 100.000 |

grau schraffiert: keine Chartdaten aus diesem Jahr verfügbar
Weitere Livealben
- 1988: Roberto Carlos Ao Vivo (Verkäufe: + 500.000, BR: ×2Doppelplatin )
- 2001: Acústico MTV (Verkäufe: + 1.000.000, BR: Diamant)
- 2004: Pra Sempre: Ao Vivo No Pacaembu (Verkäufe: + 250.000, BR: Platin)

### Kompilationen
| Jahr | Titel                           | Höchstplatzierung, Gesamtwochen, AuszeichnungChartplatzierungen (Jahr, Titel, Platzierungen, Wochen, Auszeichnungen, Anmerkungen) | Höchstplatzierung, Gesamtwochen, AuszeichnungChartplatzierungen (Jahr, Titel, Platzierungen, Wochen, Auszeichnungen, Anmerkungen) | Höchstplatzierung, Gesamtwochen, AuszeichnungChartplatzierungen (Jahr, Titel, Platzierungen, Wochen, Auszeichnungen, Anmerkungen) | Anmerkungen                               |
| Jahr | Titel                           | BR | PT | Latin | Anmerkungen                               |
| ---- | ------------------------------- | --- | --- | --- | ----------------------------------------- |
| 1984 | O calhambeque                   | — | PT25 (1 Wo.)PT | — | Charteinstieg PT: 2008                    |
| 1999 | 30 grandes sucessos Vol. I e II | BR— ×2DoppelplatinBR | PT25 Platin · (2 Wo.)PT | — | Verkäufe: 520.000; Charteinstieg PT: 2005 |
| 2007 | Grandes Exitos                  | — | — | Latin12 (14 Wo.)Latin | Erstveröffentlichung: 8. Mai 2007         |

grau schraffiert: keine Chartdaten aus diesem Jahr verfügbar
Weitere Kompilationen
- 1973: Los Más Grandes Éxitos De Roberto Carlos Vol. 2 (Verkäufe: + 480.000)
- 1987: Todos Sus Grandes Exitos (Sus 20 Mejores Canciones) (Verkäufe: + 50.000)
- 1988: 20 Grandes Exitos En Castellano (Verkäufe: + 120.000)
- 1991: 20 Grandes Exitos en Español Vol. II (Verkäufe: + 30.000)
- 1992: Grandes Éxitos (Verkäufe: + 123.000)
- 1995: Las Canciones Que Yo Amo (Verkäufe: + 100.000)
- 1999: Mensagens (Verkäufe: + 500.000, BR: ×2Doppelplatin )
- 2000: 30 Grandes Canciones (Verkäufe: + 205.000)

### Singles
| Jahr | Titel Album                                            | Höchstplatzierung, Gesamtwochen, AuszeichnungChartsChartplatzierungen (Jahr, Titel, Album, Platzierungen, Wochen, Auszeichnungen, Anmerkungen) | Anmerkungen |
| Jahr | Titel Album                                            | Latin | Anmerkungen |
| ---- | ------------------------------------------------------ | --- | ----------- |
| 1986 | De corazon a corazon Roberto Carlos (1986)             | Latin7 (19 Wo.)Latin |             |
| 1986 | Simbolo sexual Roberto Carlos (1986)                   | Latin35 (1 Wo.)Latin |             |
| 1986 | Contradicciones Roberto Carlos (1986)                  | Latin30 (4 Wo.)Latin |             |
| 1988 | Negra –                                                | Latin2 (28 Wo.)Latin |             |
| 1988 | Amor Perfecto –                                        | Latin5 (17 Wo.)Latin |             |
| 1988 | Si El Amor Se Va Roberto Carlos (1988)                 | Latin1 (25 Wo.)Latin |             |
| 1989 | Tristes Momentos –                                     | Latin11 (20 Wo.)Latin |             |
| 1989 | Mis Amores –                                           | Latin21 (17 Wo.)Latin |             |
| 1990 | Si Me Vas A Olvidar Roberto Carlos (1989)              | Latin2 (24 Wo.)Latin |             |
| 1990 | Abre Las Ventanas Al Amor Roberto Carlos (1989)        | Latin1 (19 Wo.)Latin |             |
| 1990 | Se Divierte Y Ya No Piensa En Mi Roberto Carlos (1989) | Latin5 (11 Wo.)Latin |             |
| 1990 | Pajaro Herido –                                        | Latin2 (15 Wo.)Latin |             |
| 1991 | Tengo Que Olvidar –                                    | Latin9 (15 Wo.)Latin |             |
| 1991 | Mujer Roberto Carlos (1990)                            | Latin13 (11 Wo.)Latin |             |
| 1992 | Adonde Andaras Paloma 1992                             | Latin25 (6 Wo.)Latin |             |
| 1992 | Por Ella 1992                                          | Latin29 (7 Wo.)Latin |             |
| 1994 | Mujer Pequena –                                        | Latin8 (13 Wo.)Latin |             |

### Videoalbum
- 2001: Roberto Carlos Acústico (Verkäufe: + 50.000, BR: Platin)
- 2004: Pra Sempre: Ao Vivo No Pacaembu (Verkäufe: + 100.000, BR: Diamant)
- 2006: Roberto Carlos Duetos (Verkäufe: + 116.000, BR: ×2Doppelplatin , PT: ×2Doppelplatin [9])
- 2009: Elas Cantam Roberto Carlos (Verkäufe: + 50.000, BR: Platin)

## Auszeichnungen für Musikverkäufe
| Goldene Schallplatte - Argentinien - 1991: für das Album 20 Grandes Exitos en Español Vol. II - 2000: für das Album 30 Grandes Canciones - Mexiko - 2000: für das Album 30 Grandes Canciones - Polen - 1986: für das Album Roberto Carlos (1986) - Spanien - 1982: für das Album Roberto Carlos (1982) - 1987: für das Album Todos Sus Grandes Exitos (Sus 20 Mejores Canciones) - 1993: für das Album 1992 - Uruguay - 1999: für das Album Grandes Éxitos | Platin-Schallplatte - Mexiko - 2021: für das Album Primera fila - Spanien - 1981: für das Album Amante A La Antigua - 1996: für das Album Las Canciones Que Yo Amo - 2000: für das Album 30 Grandes Canciones 3× Goldene Schallplatte - Mexiko - 2014: für das Album En Vivo 2× Platin-Schallplatte - Argentinien - 1988: für das Album 20 Grandes Exitos Castellano - 1992: für das Album Grandes Éxitos 8× Platin-Schallplatte - Argentinien - 1984: für das Album Los Más Grandes Éxitos De Roberto Carlos Vol. 2 |

Anmerkung: Auszeichnungen in Ländern aus den Charttabellen bzw. Chartboxen sind in ebendiesen zu finden.
| Land/RegionAuszeichnungen für Musikverkäufe (Land/Region, Auszeichnungen, Verkäufe, Quellen) | Gold       | Platin       | Diamant       | Verkäufe   | Quellen |
| -------------------------------------------------------------------------------------------- | ---------- | ------------ | ------------- | ---------- | --- |
| Argentinien (CAPIF)                                                                          | 2× Gold2   | 12× Platin12 | —             | 780.000    | capif.org.ar (Memento vom 6. Juli 2011 im Internet Archive) AR2 (Memento vom 31. Mai 2011 im Internet Archive) |
| Brasilien (PMB)                                                                              | 4× Gold4   | 49× Platin49 | 43× Diamant43 | 52.900.000 | pro-musicabr.org.br                                                                                            |
| Mexiko (AMPROFON)                                                                            | 2× Gold2   | 2× Platin2   | —             | 225.000    | amprofon.com.mx                                                                                                |
| Polen (ZPAV)                                                                                 | Gold1      | —            | —             | 30.000     | worldradiohistory.com                                                                                          |
| Portugal (AFP)                                                                               | 4× Gold4   | 3× Platin3   | —             | 76.000     | Einzelnachweise                                                                                                |
| Spanien (Promusicae)                                                                         | 3× Gold3   | 3× Platin3   | —             | 450.000    | elportaldemusica.es ES2 ES3 ES4 ES5                                                                            |
| Uruguay (CUD)                                                                                | Gold1      | —            | —             | 3.000      | cudisco.org (Memento vom 16. Februar 2005 im Internet Archive)                                                 |
| Insgesamt                                                                                    | 17× Gold17 | 69× Platin69 | 43× Diamant43 |            | |